# Danh sách tiểu hành tinh: 2501–2600
| Tên                 | Tên đầu tiên | Ngày phát hiện       | Nơi phát hiện            | Người phát hiện             |
| ------------------- | ------------ | -------------------- | ------------------------ | --------------------------- |
| 2501 Lohja          | 1942 GD      | 14 tháng 4 năm 1942  | Turku                    | L. Oterma                   |
| 2502 Nummela        | 1943 EO      | 3 tháng 3 năm 1943   | Turku                    | Y. Väisälä                  |
| 2503 Liaoning       | 1965 UB1     | 16 tháng 10 năm 1965 | Nanking                  | Purple Mountain Observatory |
| 2504 Gaviola        | 1967 JO      | 6 tháng 5 năm 1967   | El Leoncito              | C. U. Cesco, A. R. Klemola  |
| 2505 Hebei          | 1975 UJ      | 31 tháng 10 năm 1975 | Nanking                  | Purple Mountain Observatory |
| 2506 Pirogov        | 1976 QG1     | 26 tháng 8 năm 1976  | Nauchnij                 | N. S. Chernykh              |
| 2507 Bobone         | 1976 WB1     | 18 tháng 11 năm 1976 | El Leoncito              | Felix Aguilar Observatory   |
| 2508 Alupka         | 1977 ET1     | 13 tháng 3 năm 1977  | Nauchnij                 | N. S. Chernykh              |
| 2509 Chukotka       | 1977 NG      | 14 tháng 7 năm 1977  | Nauchnij                 | N. S. Chernykh              |
| 2510 Shandong       | 1979 TH      | 10 tháng 10 năm 1979 | Nanking                  | Purple Mountain Observatory |
| 2511 Patterson      | 1980 LM      | 11 tháng 6 năm 1980  | Palomar                  | C. S. Shoemaker             |
| 2512 Tavastia       | 1940 GG      | 3 tháng 4 năm 1940   | Turku                    | Y. Väisälä                  |
| 2513 Baetslé        | 1950 SH      | 19 tháng 9 năm 1950  | Uccle                    | S. J. Arend                 |
| 2514 Taiyuan        | 1964 TA1     | 8 tháng 10 năm 1964  | Nanking                  | Purple Mountain Observatory |
| 2515 Gansu          | 1964 TX1     | 9 tháng 10 năm 1964  | Nanking                  | Purple Mountain Observatory |
| 2516 Roman          | 1964 VY      | 6 tháng 11 năm 1964  | Brooklyn                 | Đại học Indiana             |
| 2517 Orma           | 1968 SB      | 28 tháng 9 năm 1968  | Đài thiên văn Zimmerwald | P. Wild                     |
| 2518 Rutllant       | 1974 FG      | 22 tháng 3 năm 1974  | Cerro El Roble           | C. Torres                   |
| 2519 Annagerman     | 1975 VD2     | 2 tháng 11 năm 1975  | Nauchnij                 | T. M. Smirnova              |
| 2520 Novorossijsk   | 1976 QF1     | 26 tháng 8 năm 1976  | Nauchnij                 | N. S. Chernykh              |
| 2521 Heidi          | 1979 DK      | 28 tháng 2 năm 1979  | Đài thiên văn Zimmerwald | P. Wild                     |
| 2522 Triglav        | 1980 PP      | 6 tháng 8 năm 1980   | Kleť                     | Z. Vávrová                  |
| 2523 Ryba           | 1980 PV      | 6 tháng 8 năm 1980   | Kleť                     | Z. Vávrová                  |
| 2524 Budovicium     | 1981 QB1     | 28 tháng 8 năm 1981  | Kleť                     | Z. Vávrová                  |
| 2525 O'Steen        | 1981 VG      | 2 tháng 11 năm 1981  | Anderson Mesa            | B. A. Skiff                 |
| 2526 Alisary        | 1979 KX      | 19 tháng 5 năm 1979  | La Silla                 | R. M. West                  |
| 2527 Gregory        | 1981 RE      | 3 tháng 9 năm 1981   | Anderson Mesa            | N. G. Thomas                |
| 2528 Mohler         | 1953 TF1     | 8 tháng 10 năm 1953  | Brooklyn                 | Đại học Indiana             |
| 2529 Rockwell Kent  | 1977 QL2     | 21 tháng 8 năm 1977  | Nauchnij                 | N. S. Chernykh              |
| 2530 Shipka         | 1978 NC3     | 9 tháng 7 năm 1978   | Nauchnij                 | L. I. Chernykh              |
| 2531 Cambridge      | 1980 LD      | 11 tháng 6 năm 1980  | Anderson Mesa            | E. Bowell                   |
| 2532 Sutton         | 1980 TU5     | 9 tháng 10 năm 1980  | Palomar                  | C. S. Shoemaker             |
| 2533 Fechtig        | A905 VA      | 3 tháng 11 năm 1905  | Heidelberg               | M. F. Wolf                  |
| 2534 Houzeau        | 1931 VD      | 2 tháng 11 năm 1931  | Uccle                    | E. Delporte                 |
| 2535 Hämeenlinna    | 1939 DH      | 17 tháng 2 năm 1939  | Turku                    | Y. Väisälä                  |
| 2536 Kozyrev        | 1939 PJ      | 15 tháng 8 năm 1939  | Crimea-Simeis            | G. N. Neujmin               |
| 2537 Gilmore        | 1951 RL      | 4 tháng 9 năm 1951   | Heidelberg               | K. Reinmuth                 |
| 2538 Vanderlinden   | 1954 UD      | 30 tháng 10 năm 1954 | Uccle                    | S. J. Arend                 |
| 2539 Ningxia        | 1964 TS2     | 8 tháng 10 năm 1964  | Nanking                  | Purple Mountain Observatory |
| 2540 Blok           | 1971 TH2     | 13 tháng 10 năm 1971 | Nauchnij                 | L. I. Chernykh              |
| 2541 Edebono        | 1973 DE      | 27 tháng 2 năm 1973  | Hamburg-Bergedorf        | L. Kohoutek                 |
| 2542 Calpurnia      | 1980 CF      | 11 tháng 2 năm 1980  | Anderson Mesa            | E. Bowell                   |
| 2543 Machado        | 1980 LJ      | 1 tháng 6 năm 1980   | La Silla                 | H. Debehogne                |
| 2544 Gubarev        | 1980 PS      | 6 tháng 8 năm 1980   | Kleť                     | Z. Vávrová                  |
| 2545 Verbiest       | 1933 BB      | 26 tháng 1 năm 1933  | Uccle                    | E. Delporte                 |
| 2546 Libitina       | 1950 FC      | 23 tháng 3 năm 1950  | Johannesburg             | E. L. Johnson               |
| 2547 Hubei          | 1964 TC2     | 9 tháng 10 năm 1964  | Nanking                  | Purple Mountain Observatory |
| 2548 Leloir         | 1975 DA      | 16 tháng 2 năm 1975  | El Leoncito              | Felix Aguilar Observatory   |
| 2549 Baker          | 1976 UB      | 23 tháng 10 năm 1976 | Harvard Observatory      | Harvard Observatory         |
| 2550 Houssay        | 1976 UP20    | 21 tháng 10 năm 1976 | El Leoncito              | Felix Aguilar Observatory   |
| 2551 Decabrina      | 1976 YX1     | 16 tháng 12 năm 1976 | Nauchnij                 | L. I. Chernykh              |
| 2552 Remek          | 1978 SP      | 24 tháng 9 năm 1978  | Kleť                     | A. Mrkos                    |
| 2553 Viljev         | 1979 FS2     | 29 tháng 3 năm 1979  | Nauchnij                 | N. S. Chernykh              |
| 2554 Skiff          | 1980 OB      | 17 tháng 7 năm 1980  | Anderson Mesa            | E. Bowell                   |
| 2555 Thomas         | 1980 OC      | 17 tháng 7 năm 1980  | Anderson Mesa            | E. Bowell                   |
| 2556 Louise         | 1981 CS      | 8 tháng 2 năm 1981   | Anderson Mesa            | N. G. Thomas                |
| 2557 Putnam         | 1981 SL1     | 16 tháng 9 năm 1981  | Anderson Mesa            | B. A. Skiff, N. G. Thomas   |
| 2558 Viv            | 1981 SP1     | 16 tháng 9 năm 1981  | Anderson Mesa            | N. G. Thomas                |
| 2559 Svoboda        | 1981 UH      | 23 tháng 10 năm 1981 | Kleť                     | A. Mrkos                    |
| 2560 Siegma         | 1932 CW      | 14 tháng 2 năm 1932  | Heidelberg               | K. Reinmuth                 |
| 2561 Margolin       | 1969 TK2     | 8 tháng 10 năm 1969  | Nauchnij                 | L. I. Chernykh              |
| 2562 Chaliapin      | 1973 FF1     | 27 tháng 3 năm 1973  | Nauchnij                 | L. V. Zhuravleva            |
| 2563 Boyarchuk      | 1977 FZ      | 22 tháng 3 năm 1977  | Nauchnij                 | N. S. Chernykh              |
| 2564 Kayala         | 1977 QX      | 19 tháng 8 năm 1977  | Nauchnij                 | N. S. Chernykh              |
| 2565 Grögler        | 1977 TB1     | 12 tháng 10 năm 1977 | Đài thiên văn Zimmerwald | P. Wild                     |
| 2566 Kirghizia      | 1979 FR2     | 29 tháng 3 năm 1979  | Nauchnij                 | N. S. Chernykh              |
| 2567 Elba           | 1979 KA      | 19 tháng 5 năm 1979  | La Silla                 | O. Pizarro, G. Pizarro      |
| 2568 Maksutov       | 1980 GH      | 13 tháng 4 năm 1980  | Kleť                     | Z. Vávrová                  |
| 2569 Madeline       | 1980 MA      | 18 tháng 6 năm 1980  | Anderson Mesa            | E. Bowell                   |
| 2570 Porphyro       | 1980 PG      | 6 tháng 8 năm 1980   | Anderson Mesa            | E. Bowell                   |
| 2571 Geisei         | 1981 UC      | 23 tháng 10 năm 1981 | Geisei                   | T. Seki                     |
| 2572 Annschnell     | 1950 DL      | 17 tháng 2 năm 1950  | Heidelberg               | K. Reinmuth                 |
| 2573 Hannu Olavi    | 1953 EN      | 10 tháng 3 năm 1953  | Turku                    | H. Alikoski                 |
| 2574 Ladoga         | 1968 UP      | 22 tháng 10 năm 1968 | Nauchnij                 | T. M. Smirnova              |
| 2575 Bulgaria       | 1970 PL      | 4 tháng 8 năm 1970   | Nauchnij                 | T. M. Smirnova              |
| 2576 Yesenin        | 1974 QL      | 17 tháng 8 năm 1974  | Nauchnij                 | L. V. Zhuravleva            |
| 2577 Litva          | 1975 EE3     | 12 tháng 3 năm 1975  | Nauchnij                 | N. S. Chernykh              |
| 2578 Saint-Exupéry  | 1975 VW3     | 2 tháng 11 năm 1975  | Nauchnij                 | T. M. Smirnova              |
| 2579 Spartacus      | 1977 PA2     | 14 tháng 8 năm 1977  | Nauchnij                 | N. S. Chernykh              |
| 2580 Smilevskia     | 1977 QP4     | 18 tháng 8 năm 1977  | Nauchnij                 | N. S. Chernykh              |
| 2581 Radegast       | 1980 VX      | 11 tháng 11 năm 1980 | Kleť                     | Z. Vávrová                  |
| 2582 Harimaya-Bashi | 1981 SA      | 16 tháng 9 năm 1981  | Geisei                   | T. Seki                     |
| 2583 Fatyanov       | 1975 XA3     | 3 tháng 12 năm 1975  | Nauchnij                 | T. M. Smirnova              |
| 2584 Turkmenia      | 1979 FG2     | 23 tháng 3 năm 1979  | Nauchnij                 | N. S. Chernykh              |
| 2585 Irpedina       | 1979 OJ15    | 21 tháng 7 năm 1979  | Nauchnij                 | N. S. Chernykh              |
| 2586 Matson         | 1980 LO      | 11 tháng 6 năm 1980  | Palomar                  | C. S. Shoemaker             |
| 2587 Gardner        | 1980 OH      | 17 tháng 7 năm 1980  | Anderson Mesa            | E. Bowell                   |
| 2588 Flavia         | 1981 VQ      | 2 tháng 11 năm 1981  | Anderson Mesa            | B. A. Skiff                 |
| 2589 Daniel         | 1979 QU2     | 22 tháng 8 năm 1979  | La Silla                 | C.-I. Lagerkvist            |
| 2590 Mourão         | 1980 KJ      | 22 tháng 5 năm 1980  | La Silla                 | H. Debehogne                |
| 2591 Dworetsky      | 1949 PS      | 2 tháng 8 năm 1949   | Heidelberg               | K. Reinmuth                 |
| 2592 Hunan          | 1966 BW      | 30 tháng 1 năm 1966  | Nanking                  | Purple Mountain Observatory |
| 2593 Buryatia       | 1976 GB8     | 2 tháng 4 năm 1976   | Nauchnij                 | N. S. Chernykh              |
| 2594 Acamas         | 1978 TB      | 4 tháng 10 năm 1978  | Palomar                  | C. T. Kowal                 |
| 2595 Gudiachvili    | 1979 KL      | 19 tháng 5 năm 1979  | La Silla                 | R. M. West                  |
| 2596 Vainu Bappu    | 1979 KN      | 19 tháng 5 năm 1979  | La Silla                 | R. M. West                  |
| 2597 Arthur         | 1980 PN      | 8 tháng 8 năm 1980   | Anderson Mesa            | E. Bowell                   |
| 2598 Merlin         | 1980 RY      | 7 tháng 9 năm 1980   | Anderson Mesa            | E. Bowell                   |
| 2599 Veselí         | 1980 SO      | 29 tháng 9 năm 1980  | Kleť                     | Z. Vávrová                  |
| 2600 Lumme          | 1980 VP      | 9 tháng 11 năm 1980  | Anderson Mesa            | E. Bowell                   |